# محمد کارا
محمد کارا (انگلیسی: Mehmet Kara؛ زادهٔ ۲۱ نوامبر ۱۹۸۳) بازیکن فوتبال اهل ترکیه است.
از باشگاه‌هایی که در آن بازی کرده‌است می‌توان به باشگاه فوتبال پادربورن، باشگاه ورزشی گنچلربیرلیغی، باشگاه ورزشی غازی عینتاب اف.کی، و باشگاه فوتبال غازی عینتاب‌اسپور اشاره کرد.